# Панцирь из Ксур-эс-Сафа
Панцирь из Ксур-эс-Сафа (араб. درع قصور الساف‎, фр. Cuirasse de Ksour Essef) — античный роскошно декорированный трёхдисковый бронзовый панцирь, найденный в 1909 году рабочими в пунической гробнице на холме Хаммада-эль-Меката к югу от городка Ксур-эс-Саф, в Тунисском Сахеле (земли вокруг залива Хаммамет), в 12 километрах к юго-западу от Махдии, центра одноимённого вилайета в Тунисе.
Ныне панцирь хранится в национальном музее Бардо, в пригороде тунисской столице, как и остальной археологический материал, найденный в той же гробнице. Спустя столетие после своего открытия он по-прежнему является одним из знаковых предметов античной экспозиции музея, являющегося вторым на африканском континенте (после Египетского музея в Каире) по богатству своих коллекций.

## Обнаружение и датировка
Опубликованный в 1862 году роман Гюстава Флобера «Саламбо», действие которого разворачивается в древнем Карфагене на фоне Наёмнической войны (240—238 до н. э.), вызвал во Франции небывалый интерес и настоящее увлечение Карфагеном.
После установления французского протектората над Тунисом (1881), в особенности в конце XIX — начале XX века, пунические некрополи привлекли внимание французов и подверглись экстенсивным раскопкам. Раскопки археологических древностей Карфагена в основном проводились «белыми отцами», такими как Альфред Луи Делаттр, а вскрытие древних гробниц часто становилось предметом светских церемоний, привлекавших французское колониальное население.
Панцирь был обнаружен 20 февраля 1909 года при раскопках пунической гробницы-колодца к югу от посёлка Ксур-эс-Саф («крепость ястреба»), в местности, называемой Хаммада-эль-Меката (или, по другому, Хамадет-эль-Мактаа), в двенадцати километрах к юго-западу от Махдии, что в тунисском Сахеле, местными тунисскими рабочими в ходе выполнения земляных работ. Доспех был расположен в нише у одной из стен погребальной камеры. Археолог и директор Службы древностей Туниса Альфред Мерлен, которого проинформировали в начале следующего месяца, исследовал гробницу в компании Луи Пуансо, инспектора древностей.
Трёхдисковая кираса, несомненно италийская работа, предположительно, создана в античной Апулии или Кампании, однако границы даты её создания остаются размытыми: некоторые археологи датируют панцирь концом III века до н. э.,  другие — III—II веками до н. э., третьи указывают ориентировочно 300 год до н. э. Тунисский исследователь Хабиб Бен-Юнес, проанализировав иной сопроводительный инвентарь из гробницы, пришёл к выводу о том, что предметы соответствуют эпохе ещё до Первой Пунической войны, а некоторые из них могут отодвинуть верхнюю границу датировки вплоть до первой половины IV века до н. э.

## Археологический контекст

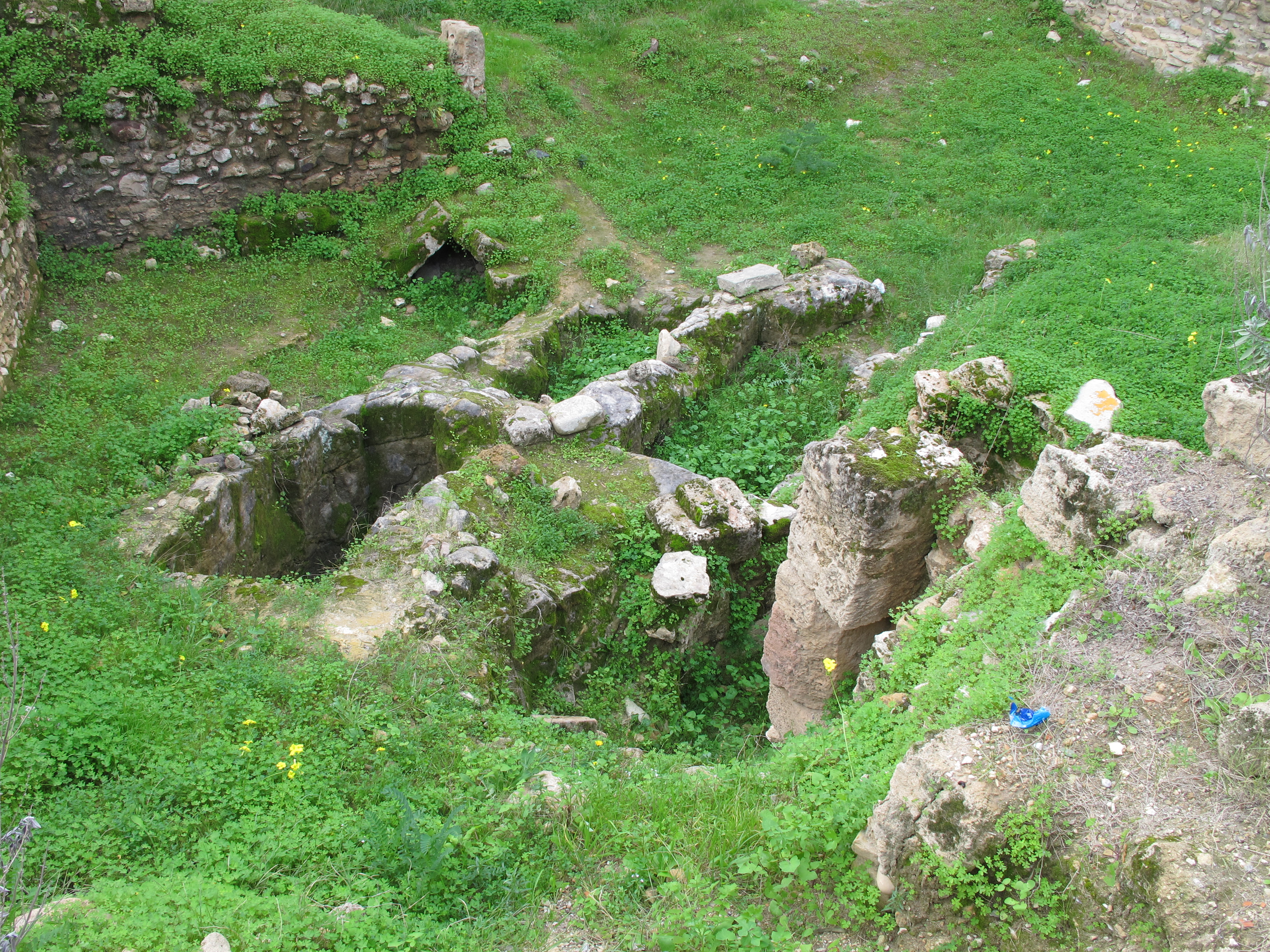
Пример входа в пуническую колодезную гробницу (расположена в археологическом парке «Термы Антонина» в Карфагене).

Тип захоронения, в котором обнаружены латы, так называемая колодезная гробница (фр. tombe à puits), был широко распространён в зоне Тунисского Сахеля во времена Карфагена. Обнаруженная гробница имела входную шахту и две погребальных камеры. Шахта размером 2,30×1,30 м на момент обнаружения была засыпана камнями из карьеров Режиша, расположенных недалеко от неё. Одна из двух погребальных камер, площадью около 4 м², к моменту раскопок оказалась пустой. Во второй, более крупной, размером 2 на 2,40 м и высотой 1,60 м, был найден деревянный саркофаг-сундук (фр. coffre-sarcophage) из кипариса, выкрашенный красным, высотой 0,84 м, длиной 1,80 м и шириной 0,68 м Этот саркофаг принадлежит к типу, широко распространённому в своё время в широкой географической области по все Бизацене до самого Гигтиса, что на побережье Малого Сирта.
Раскопщики, вскрывшие гробницу в начале XX века, упоминают только одно тело, лежащее на спине, причём кости, «плохо сохранившиеся и значительно фрагментированные», были покрыты красно-коричневым пигментом, отождествлённым с киноварью. По мнению Мерлена, последнее, возможно, может свидетельствовать о том, что покойный подвергся ритуальному снятию кожи (фр. décharnement) перед погребением, что было распространено у некоторых коренных народов Северной Африки. В ходе исследований, проведённых в конце XX века, выявлено наличие двух тел, причём одно не удалось идентифицировать, а второе принадлежало мужчине ростом 1,70 м и возрастом около 40—50 лет. На черепе выявлены следы красной охры.
Сам панцирь, «самая важная часть находки» по выражению Мерлена, был найден вне саркофага, в глубине  ниши в западной стене погребальной камеры, вместе с расположенным там же иссиня-чёрным глазурованным светильником.

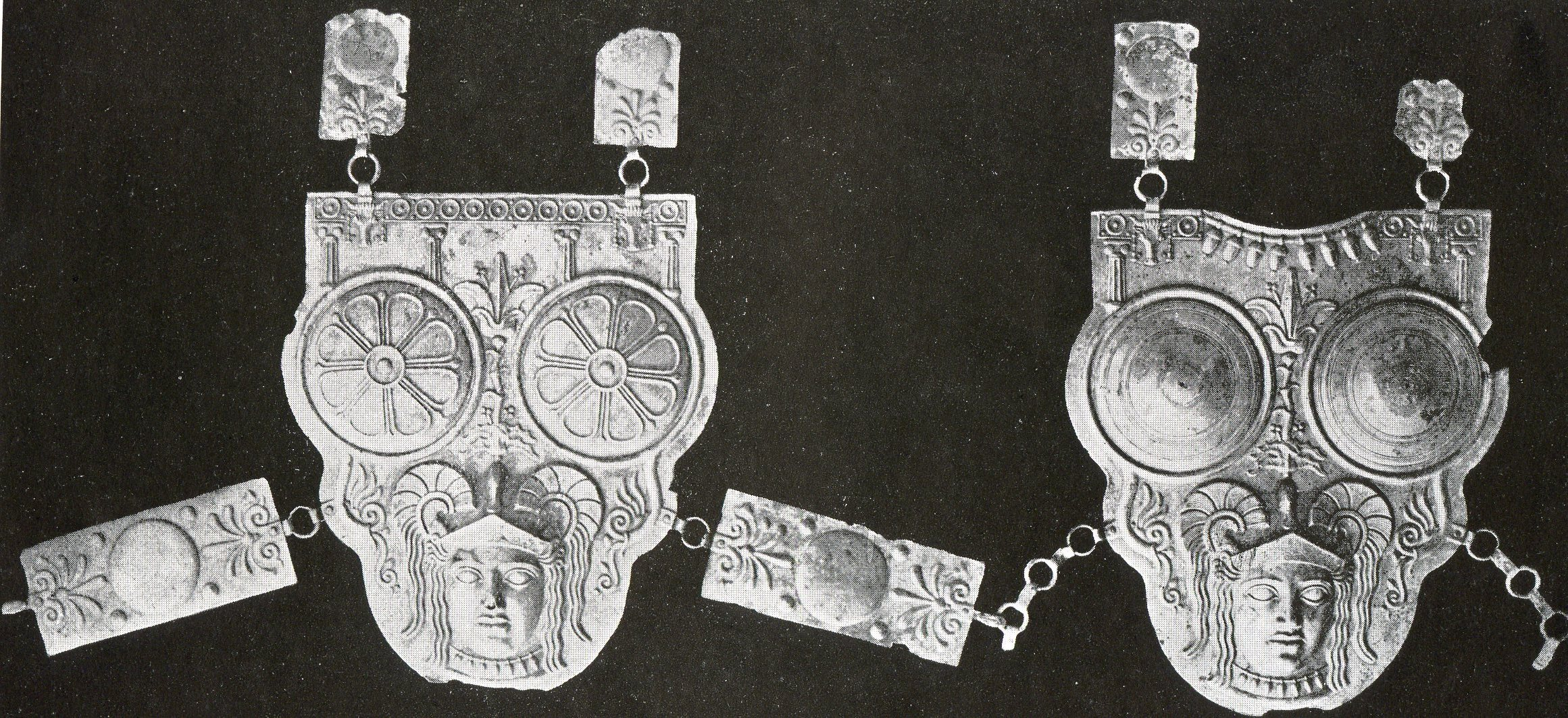
Старое фото (ок. 1921) обеих частей кирасы из «Catalogue du Musée Alaoui», издательство Леру, Эрнест.

Помимо саркофага, панциря и светильника, во время раскопок были обнаружены четыре амфоры и деревянная чаша, всё ещё содержащая охру. Также внутри саркофага находились элементы бронзового пояса или портупеи (фр. ceinturon), вероятно крепившиеся на кожаную основу, и 12 прямоугольных металлических пластин из лужёной меди, загнутых под прямым углом, которые присутствовали в саркофаге, но о которых Мерлен не упомянул в своём отчёте. Присутствовавший при раскопках кюре Махдии отец Де Смет предположил, что медные пластины, вероятно, могли быть частью шлема, однако в конце XX века тунисский исследователь Хабиб Бен-Юнес идентифицировал эти фрагменты как крепёжные элементы деревянной шкатулки, уничтоженной при неумелой транспортировке саркофага из захоронения.
Найденные в гробнице у Хаммада-эль-Мекаты археологические материалы были переданы на хранение в музей Бардо, причём помещённый в экспозицию панцирь, по мнению историка Яна Ле Боэка, «представляет собой самое красивое украшение в зале». Передняя пластина его, судя по труду Мерлена, испытала, находясь в захоронении, воздействие ярь-медянки (ацетат меди(II)). Деревянный саркофаг позже пришлось буквально собирать по кусочкам. Также сами доски саркофага, которые также были повреждены во время и после раскопок из-за отсутствия должного ухода, нуждались в реставрации в лаборатории музея Бардо. Ныне саркофаг хранится в музее города Салакта. Две разбитых в ходе раскопок амфоры восстановлены с использованием фрагментов, собранных на месте.
Некоторые потерянные находки из захоронения были обнаружены в запасниках музея уже в 1990-х. Бен-Юнес также обращает внимание, что не нашлось следов упомянутого пояса, и подчёркивает, что многие артефакты, найденные в начале двадцатого в пунических некрополях, пропали, хотя они могли дать много новой информации об этой цивилизации.

## Описание

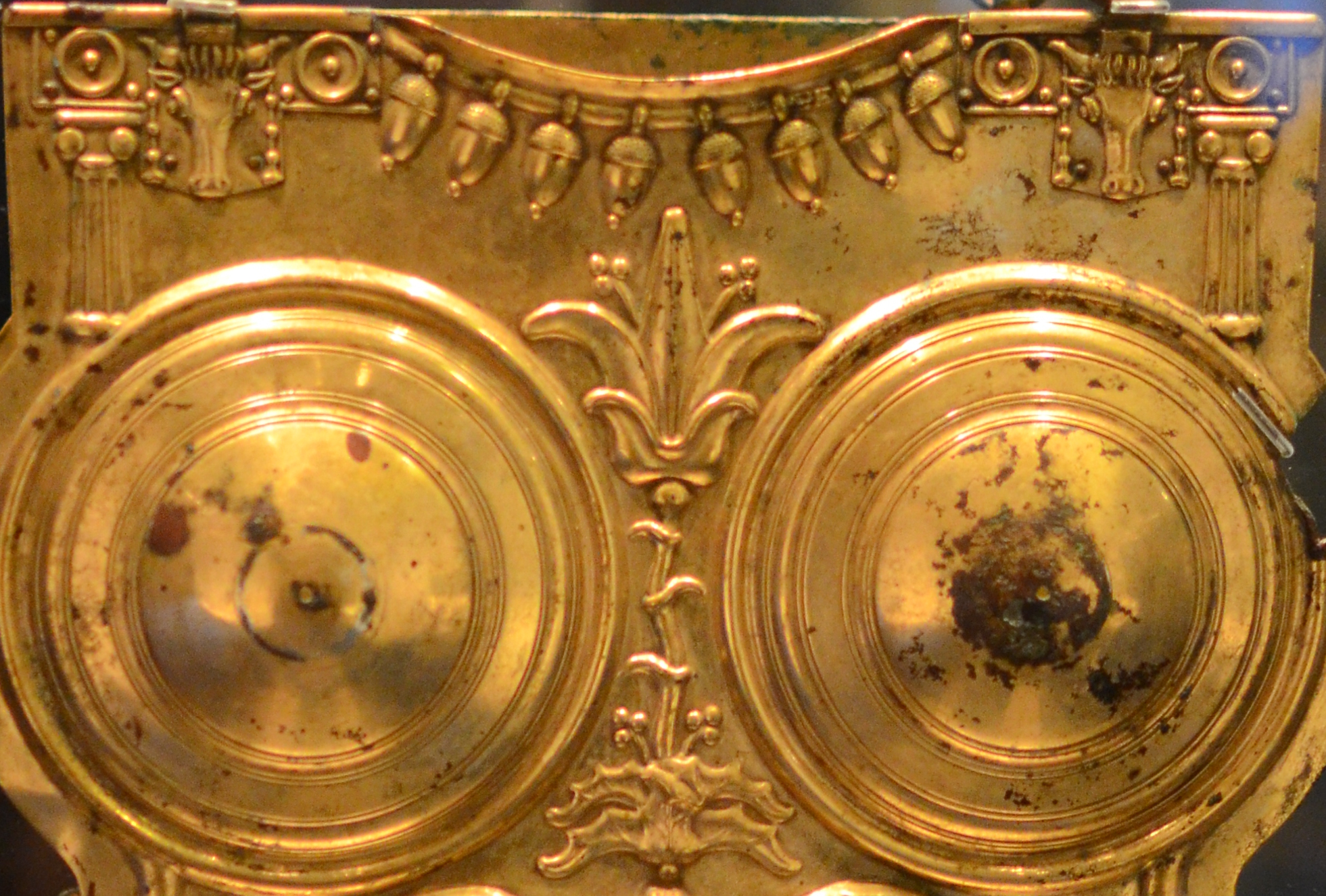
Деталь: растительный мотив между двумя верхними выпуклыми дисками брони. Также видно стилизованное ожерелье из желудей.

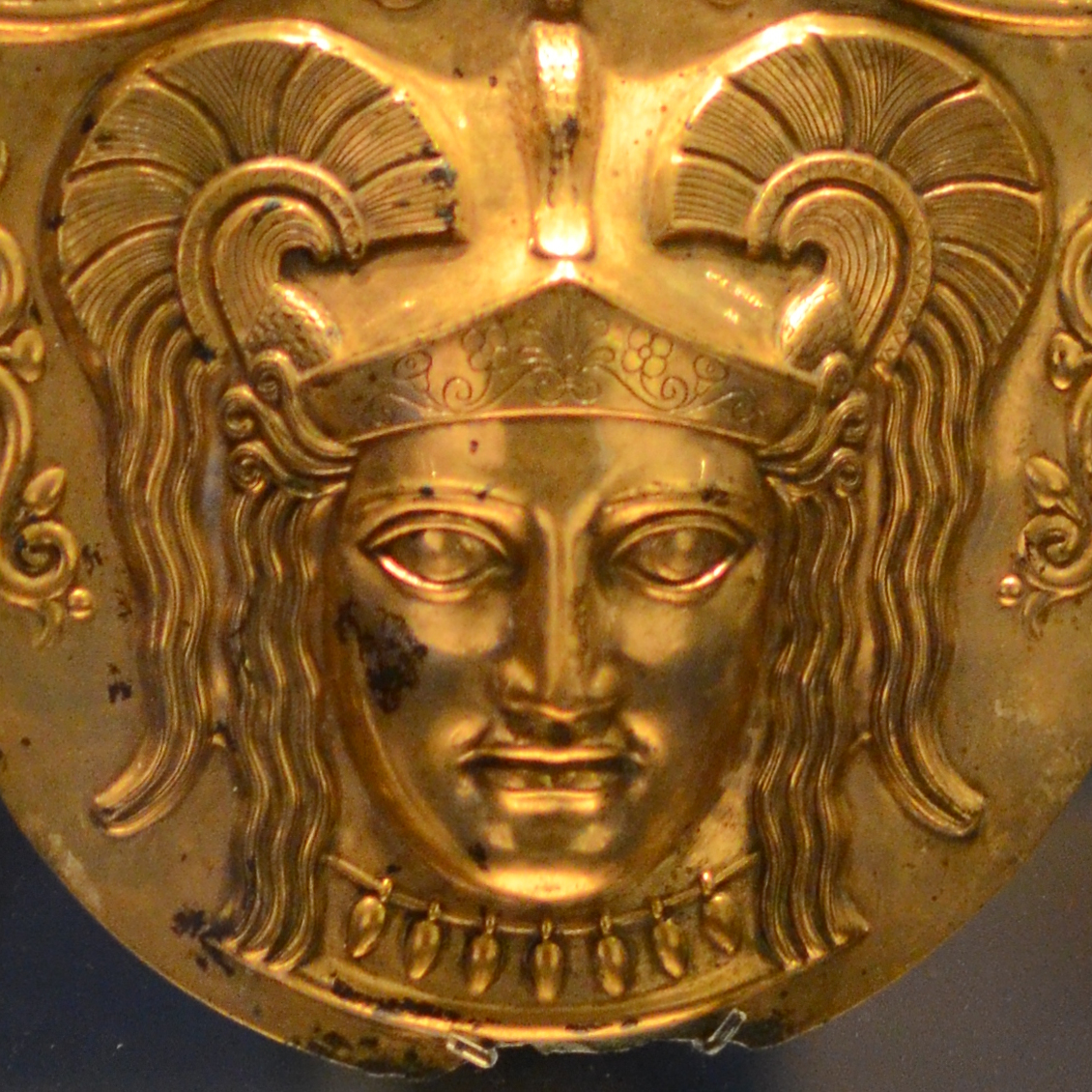
Деталь: изображение богини на нижнем диске.

Богато декорированный позолоченный панцирь (др.-греч. θώραξ —торакс; θωράκιον — «небольшая [нагрудная] броня») представляет собой кирасу из двух соединённых меж собой с помощью застёжек бронзовых пластин, каждая в виде треугольника из трёх дисков (2 и 1) с закруглённым низом. Данная форма брони, называемая современными исследователями трёхдисковым панцирем или же типом «Альфедена» (по месту первой находки), связана с более древним доспехом народов Италии, называемым по-гречески кардиофилакс (др.-греч. καρδιοφύλαξ или καρδιοφύλακος, букв. «защищающий сердце»), то есть зерцало, — металлической нагрудной бляхой или пекторалью прямоугольной или круглой формы. Впервые появившись ок. IV века до н. э. среди самнитов, трёхдисковый панцирь распространился по всей южной Италии с установлением их гегемонии.
Обе пластины (др.-греч. γύαλον, букв. «выпуклая поверхность») доспеха имеют примерно одинаковые размеры, форму и украшения. Согласно замерам Мерлена, высота нагрудника (фр. plastron или pectoral) составляет 30 см. при 31 см. у наспинника или же тыльника (фр. dossière или dorsal), что объясняется наличием в передней пластине небольшого круглого выреза у горловины, а ширина обеих досок — 28 см. (в наиболее широком месте). Согласно данным музея Бардо, с учётом креплений размеры всей передней части доспеха — 42,5 × 44 см., а задней стороны — 42 × 66 см.
Изображения на нагруднике и тыльнике практически идентичны и с минимальными отличиями повторяют друг друга. Основа декора доспеха — традиционные для такого типа нагрудной брони три круга, расположенных перевёрнутым треугольником (два вверху и один снизу), однако вместо нижнего круга, предназначенного для защиты живота, анфас на обеих пластинах изображена голова богини  в шлеме, вероятно, Минервы (14 см.). Её большие глаза широко распахнуты, взгляд пристальный и жёсткий. Три коротких пряди волос с каждой стороны выбиваются у висков из под шлема; по три длинных пряди ниспадают вдоль щёк, скрывая уши, обрамляя лицо и шею. Ниже подбородка изображено ожерелье из желудей, похожее на то, что украшает кромку  выреза у нагрудника. Характерный налобник шлема аттического типа у богини украшен растительным узором из перемежающихся пальммет и цветов. Линия тульи (фр. timbre) у шлема невидна, однако отчётливо изображены три гребня (κύμβαχος): центральный, у которого видна только дужка в виде головы лебедя (или гуся) и два боковых, увенчанных султанами (λόφος) и обращённых боком к зрителю — их дуги имитируют раскинувшиеся в полёте крылья. Таким образом, вся конструкция передаёт законченную форму фигуры птицы. Крайние локоны султанов с обеих сторон удлинены и спускаются до линии рта, где сливаются с длинными волнистыми волосами божества, таким образом увеличивая вдвое объём обрамляющих лицо локонов.

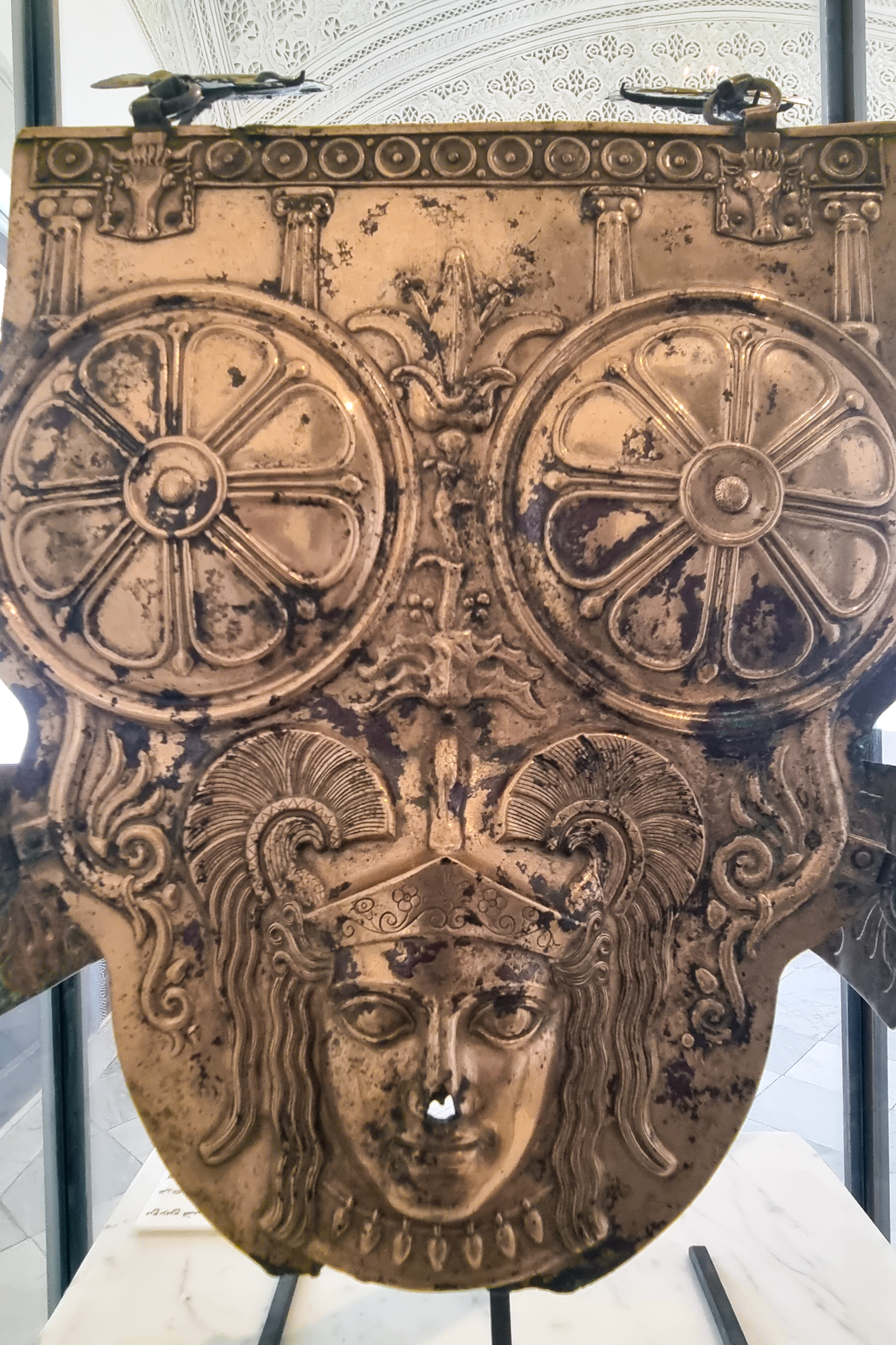
Фото задней пластины.

Из вершины шлема (точнее, из его центрального гребня) прорастает вверх между двумя грудными дисками детализированное изображение белоснежной лилии, хотя некоторые исследователи говорят о шафране или лотосе, а первооткрыватель, Мерлен, принял растение за чертополох — chardon. Из нижнего края обоих дисков вниз выходят, обрамляя по сторонам расположенное ниже изображение богини, вьющиеся спиралями лозы с завитками, элегантно образуя характерное для трёхдисковых панцирей закруглённое утолщение в месте перехода между верхними и нижним дисками, где крепились боковые соединения.
В отличие от нижней части доспеха, верхние диски имеют разный орнамент на нагруднике и спине — на передней пластине выпуклые (что характерно для этого типа доспеха) диски украшены довольно простым узоров из расходящихся на разном удалении друг от друга концентрических кругов, тогда как на задней пластине диски плоские и украшены рельефными по контуру восьмилепестковыми розетками. По замечанию Мерлена, косвенные намёки, такие как следы креплений и остатки окислов, могут говорить о том, что на верхней части нагрудника крепилось ещё некое украшение, вероятно из серебра, которое могло быть центральным элементом украшений нагрудника, но не дошло до наших дней.
Узоры у верхнего края также неодинаковы: если сзади узор вдоль кромки представляет собой полосу идущих в линию от края до края кругов с точкой посредине (лат. paterae), прерывающуюся лишь в местах крепления плечевых застёжек букраниями, то есть изображениями черепа быка, то на нагруднике узор прерывается, помимо букраниев, в середине, вырезом у горловины, окаймлённым ожерельем из желудей, повторяющим мотив с нижнего «диска». Узор из кругов и букраниев что спереди, что сзади сделан из отдельной полосы бронзы, прикреплённой к основному массиву доспеха клёпками, что характерно для трёхдисковых кирас. Однако если сзади эта полоса идёт по всей ширине, то спереди она, из-за наличия выреза, разбита на две, расположенные у плечей, а сам вырез вместе с ожерельем предусмотрен на самой пластине. Весь верхний узор покоится на изображениях ионических колонн (4 для задней плиты доспеха, и два для передней), в свою очередь, опирающихся на верхние диски нагрудника.
Соединяющие меж собой нагрудник и тыльник бронзовые прямоугольные шарнирные пластины с застёжками на кольцах и крючках украшены изображениями круга в центре, двух пальметт по сторонам от него и небольших точек между ними.

## Интерпретации находки

### Дата и место

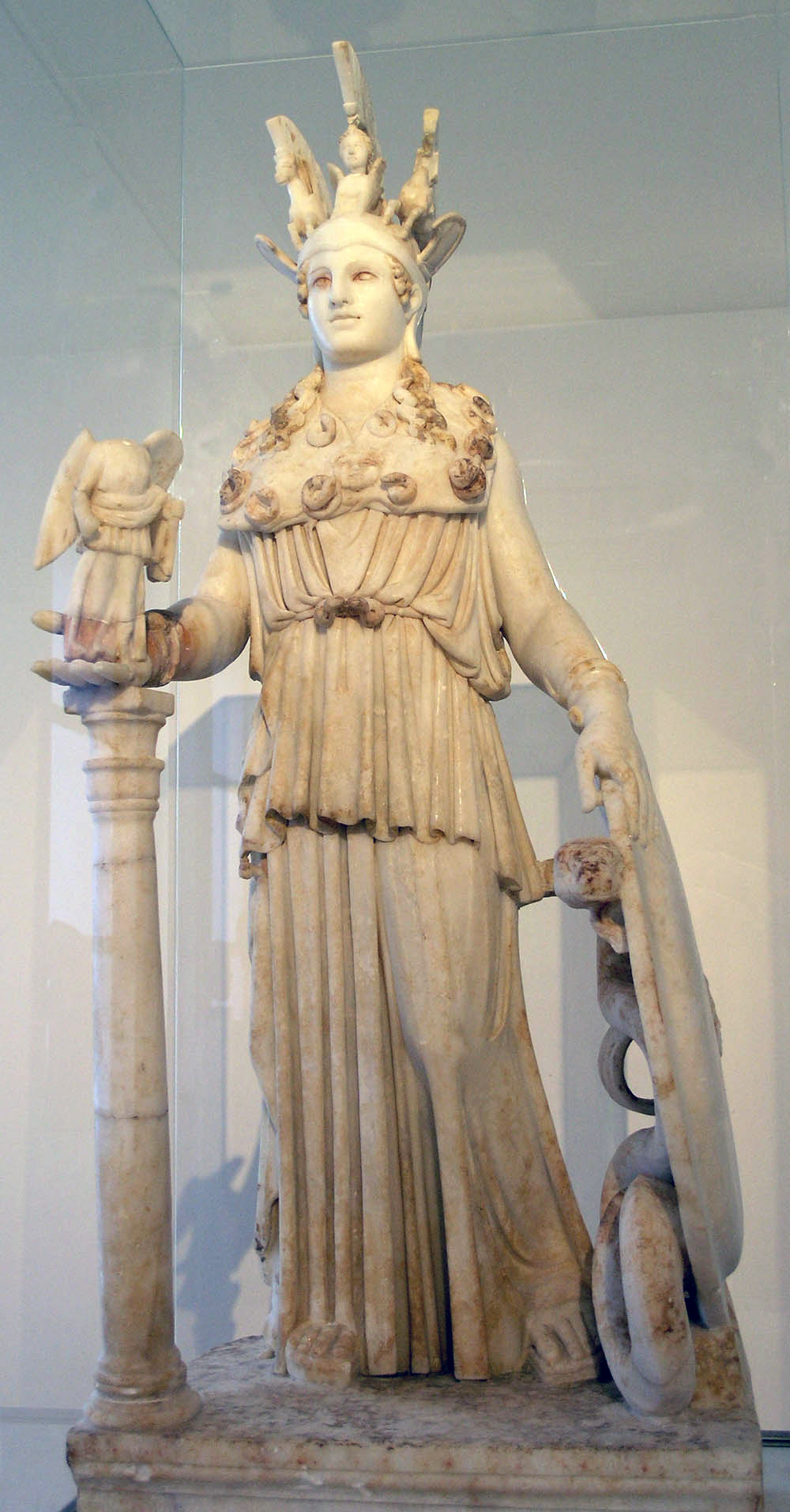
Афина Варвакион — наиболее точная копия уничтоженной ныне статуи Афины Парфенос работы Фидия.

Популярная пресса быстро связала столь роскошно украшенную броню, найденную в пределах исторических земель Карфагена с именем самого известного его уроженца, и дала доспеху прозвание «броня Ганнибала» (фр. Armure d’Hannibal). Причём это заблуждение пустило корни настолько глубоко, что новый дизайн формы национальной сборной Туниса по футболу (также известной как «Орлы Карфагена») для чемпионата мира 2022 в Катаре, использующий орнамент с панциря, позиционировался Тунисской федерацией футбола как «оммаж» Ганнибалу Барке (247—183 до н. э.).
Однако существует серьёзная проблема датировки раскопанной в начале XX века гробницы, так как время создания обнаруженного там археологического материала предшествует времени первой Пунической войне (264–241 до н. э.) и, следовательно, ещё менее вероятно выдвинутое Мерленом предположение, что погребение соотносится с эпохой второй Пунической войной (218–201 до н. э.), называемой также римлянами «войной против Ганнибала». Таким образом, тщательное изучение наполнявшего гробницу археологического инвентаря делает хронологию брони лишь гипотетической, как замечает Ян Ле Боэк.
Так, согласно тщательному изучению предметов из захоронения в середине 1990-х годов, Бен-Юнес выяснил, что одна из амфор датируется первой половиной IV века до н. э. или даже концом V века до н. э. К тому же периоду можно отнести вторую амфору, представляющую собой местную копию итальянской керамики. Третий относится к типу, изготовленному примерно во второй половине IV века до нашей эры. Аттическую чернолаковую лампу также можно датировать IV веком до нашей эры. Наконец, деревянная чаша принадлежит к типу, распространённому вплоть до II века до нашей эры. Таким образом, по утверждению Бена-Юнеса, наиболее предпочтительной датой погребения, можно считать IV век до н. э.
Нагрудник «экзотического происхождения», если принять во внимание место находки, является не местной карфагенской работой, а италийским импортом, из Южной Италии, точнее из региона Апулии или Кампании, с заметным тарентийским влиянием.
Несмотря на то, что во все времена защитные латы для воинов были дорогостоящими и потому редкими, уже Мерлен упоминал в своей работе в 1909 году о том, что известно несколько очень близких по дизайну доспехов, созданных в одной культурной области и ныне находятся в различных европейских музеях: музее Карлсруэ, Британском музее и Национальном археологическом музее Неаполя. Последний из перечисленных, обнаруженный в Руво-ди-Пулья, почти идентичен панцирю из Ксур-эс-Сада с незначительными различиями, хотя и имеет меньшую сохранность из-за сильного окисления. Исследователь античных вооружений Майкл Бёрнс, типологизируя самнитские трёхдисковые кирасы, отмечает среди перечисленных образцов использование эллинистических мотивов и относит их все к так называемому «велико-греческому»  типу (англ. Magna Graecian-type), указывая на их связь с заселённой древними греками областью Великая Греция на юге Италии, важнейшим городом которой был Тарент.
Ключевое украшение доспеха, изображение богини, можно сравнить с подобными образами божества на монетах, имеющих распространение в Кампании между 317 и 211 годами до нашей эры, согласно данным Мерлена. Также и археолог Гизела Шнайдер-Херрманн утверждала, что украшение нижних дисков  позволяет датировать обе кирасы точнее, так как изображённая голова Минервы (этрусская Менрва), аналогом которой у греков была Афина, является вариацией начала IV века до н. э. для облика Афины Парфенос из Афинского Акрополя. Однако есть вероятность того, что на панцире изображена Юнона, о чём могут говорить стилизация шлема под гуся, который был её священной птицей (Капитолийские гуси), и изображение лилии между грудей, что напоминает о мифе про появление Млечного Пути.

### Вероятный носитель

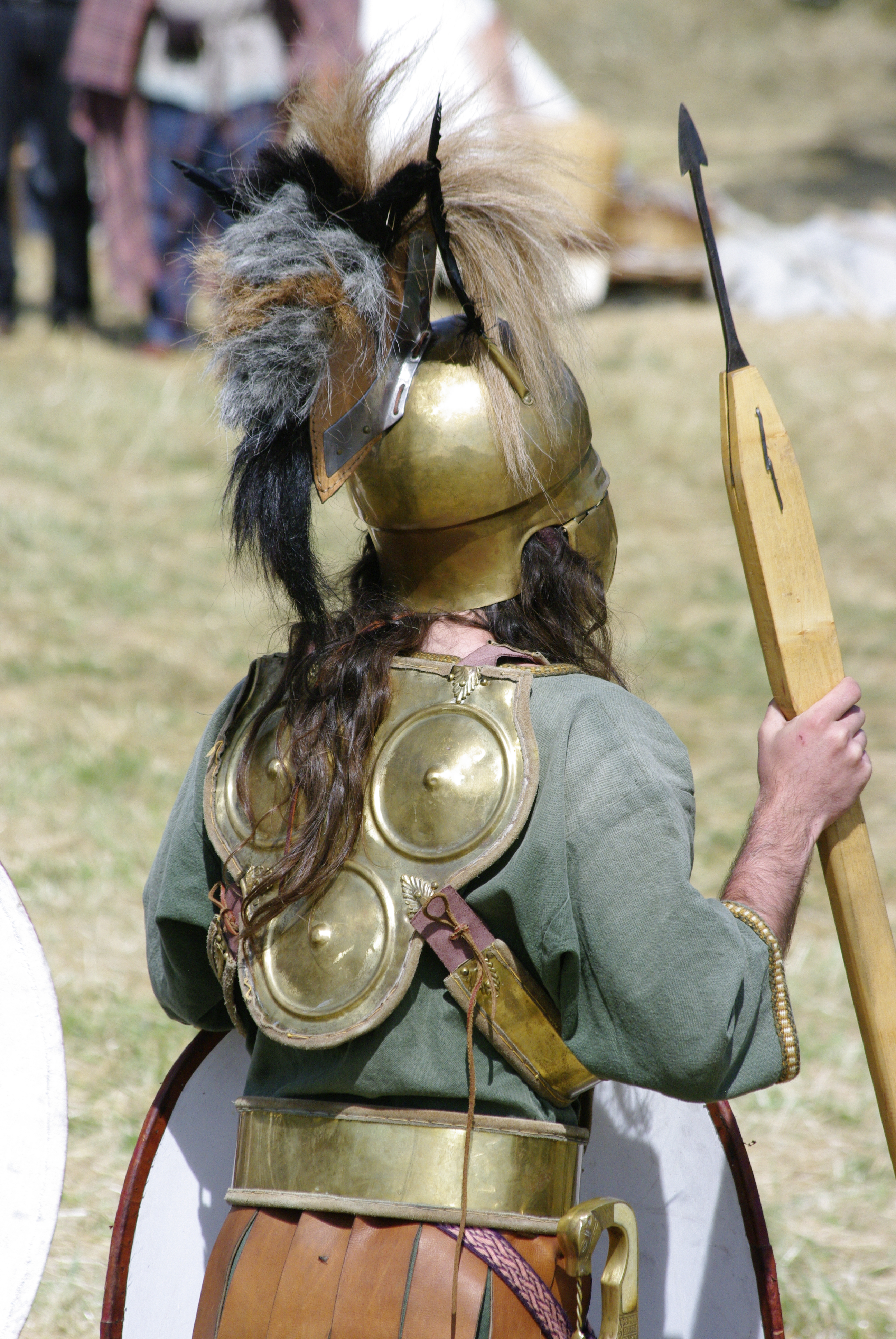
Реконструкция самнитского доспеха в рядах карфагенской армии. Французский рекон-фестиваль Arverniales, 2012. Особое внимание на сочетание ремня и панциря.

Обнаружение такого нагрудника в Тунисе, вдали от традиционного ареала распространения этого типа доспехов, быстро побудило историков связать его появление тут со второй Пунической войной. Согласно этой гипотезе, некий воин из армии Ганнибала Барки мог привезти доспех из Италии в конце войны. Однако сам первооткрыватель находки сохранял осторожность в выводах, лишь упомянув панцирь в качестве импортной вещи, подобно другим вещам из региона Кампании, правда, меньшей ценности, встречающимся иногда в карфагенских захоронениях.
По мнению занявшегося похоронным инвентарём в конце XX века Хабиба Бен-Юнеса, этот шедевр металлопластики мог принадлежать ливийцу из карфагенской армии или быть просто боевым трофеем, и также являться свидетельством участия ливийского населения в военных предприятиях Карфагенской метрополии задолго до начала первой Пунической войны.
Сам Альфред Мерлен высказал осторожное предположение, что похороненный в гробнице у Ксур-эс-Сафа является наёмником, похороненным по обычаям местного населения, но с важными для погребённого предметами с родины, а первонаначальная датировка захоронения III—II веками до н. э.превратила его в глазах многих исследователей в современника второй Пунической войны.
Так, например, Ник Филдс предположил, что хозяин брони в битве при Заме (202 до н. э.), принёсшей поражение Ганнибалу, стоял в третьей линии карфагенского войска, и вполне возможно, являлся носителем одного из осканских языков (к которым относились и самниты). Также и текстами современников присутствие «кампанских» наемников в карфагенских войсках не подвергается сомнению.
Майкл Бёрнс, анализируя распространение трёхдисковых панцирей, приходит к выводу, что существует некоторая корреляция между их распространением по территории континентальной Южной Италии и успехом самнитов в их экспансии. И хотя преждевремменно трактовать наличие трёхдисковой кирасы как однозначный признак некоей групповой идентичности, вероятно, ошибочно, но это можно трактовать как свидетельство восприятия некоторой культурной близости италийских народов юга (самниты, луканы, кампанцы), ввиду сохранения специфической трёхдисковой формы доспеха столь длительный период времени.
Непременной частью италийской мужской одежды был широкий бронзовый пояс, с которым на фресках изображены все самнитские воины, и который, по мнению  Питера Коннолли, «являлся, кажется, прямо-таки символом взрослого мужчины». В своём отчёте раскопок Мерлен упомянул остатки пояса, хотя почти век спустя восстанавливавшему картину открытия гробницы Бен-Юнесу не удалось обнаружить его в хранилищах музея Бардо. Французский историк Сандра Пере-Ногес, интерпритируя это замечание тунисского исследователя как указание на то, что первооткрыватели гробницы в Ксур-эс-Сафе спутали металлические детали уничтоженной шкатулки с остатками пояса, высказалась против записывания погребённого в наёмники италийского происхождения.

### Общая библиография
- Ben Abed, Aïcha. Le musée du Bardo :  [фр.]. — Tunis : Cérès, 1992. — ISBN 997370083X.
- Beschaouch, Azedine (2001). La légende de Carthage. Découvertes Gallimard. Archéologie (фр.). Paris: Éditions Gallimard. ISBN 2070532127.
- Dridi, Hédi. Carthage et le monde punique :  [фр.]. — Paris : Les Belles Lettres, 2006. — ISBN 2251410333.
- Ennabli, Abdelmajid. Carthage retrouvée :  [фр.] / Abdelmajid Ennabli, Georges Fradier, Jacques Pérez. — Tunis/Paris : Cérès/Herscher, 1995. — ISBN 9973190556.
- Fantar, M'hamed Hassine. Carthage : approche d'une civilisation :  [фр.]. — Tunis : Alif, 1998. — ISBN 9973220196.
- Fantar, M'hamed Hassine. Carthage la cité punique :  [фр.]. — Tunis : Cérès, 2007. — ISBN 978-9973220196.
- Fantar, M'hamed Hassine. Le Bardo. La grande histoire de la Tunisie : musée, sites et monuments :  [фр.] / M'hamed Hassine Fantar, Samir Aounallah, Abdelaziz Daoulatli. — Tunis : Alif, 2015. — ISBN 978-9-938-95811-9.
- Lancel, Serge. Carthage :  [фр.]. — Paris : Fayard, 1992. — ISBN 2213028389.
- Le Bohec, Yann (1995). Histoire militaire des guerres puniques. L'art de la guerre (фр.). Monaco: Éditions du Rocher. ISBN 978-2-268-02147-8.
- Lipiński, Edward. Dictionnaire de la civilisation phénicienne et punique :  [фр.]. — Turnhout : Brepols, 1992. — ISBN 2503500331.
- Moscati, Sabatino. Les Phéniciens :  [фр.]. — Paris : Stock, 1997. — ISBN 978-2-234-04819-5.
- Picard, Colette. Carthage :  [фр.]. — Paris : Les Belles Lettres, 1951.
- Russo, Alfonsina. Carthago. The immortal myth / Alfonsina Russo, Francesca Guarneri, Paolla Xena … [и др.]. — Verona : Electa, 2019. — ISBN 978-8-891-82523-0.
- Slim, Hédi. La Tunisie antique : de Hannibal à saint Augustin :  [фр.] / Hédi Slim, Nicolas Fauqué. — Paris : Mengès, 2001. — ISBN 285620421X.
- Slim, Hédi; Mahjoubi, Ammar; Belkhodja, Khaled; Ennabli, Abdelmajid (2003). Histoire générale de la Tunisie (фр.). Vol. I «L'Antiquité». Paris: Maisonneuve et Larose. ISBN 2706816953.
- Yacoub, Mohamed. Le musée du Bardo : départements antiques :  [фр.]. — Tunis : Agence nationale du patrimoine, 1993.
- Коллектив авторов. Carthage. L'histoire, sa trace et son écho :  [фр.]. — Paris : Association française d'action artistique, 1995. — ISBN 9973220269.
- Коллектив авторов. Carthago :  [англ.]. — Verona : Electa, 2019. — ISBN 978-8-891-82524-7.
- Burns, Michael. The Cultural and Military Significance of the South Italic Warrior’s Panoply from the 5* to the 3rd Centuries BC :  [англ.]. — London, 2006.
- Негин А. Е. Римский декорированный доспех эпохи принципата : Диссертация на соискание ученой степени доктора исторических наук. — Нижний Новгород : Нижегородский государственный университет, 2017. — 493 с. — ББК Т3(0)323.4-54,02, Ц35(0)323, Т4(0)323.3-411,0.

### Работы по изучению панциря
- Ben Younès, Habib (2001). La cuirasse de Ksour Essaf au Sahel tunisien: problème de chronologie. Pallas (фр.) (56): 67–70.
- Ben Younès, Habib (1997). Découverte de deux nouveaux éléments dans le mobilier de la tombe à la cuirasse de Ksour Essaf au Sahel tunisien (PDF). Reppal (фр.) (10): 35–39. Архивировано из оригинала (PDF) 13 июля 2020. Дата обращения: 24 мая 2020.
- Merlin, Alfred (1909). Découverte d'une cuirasse italiote près de Ksour-Es-Saf (Tunisie). Monuments et mémoires de la Fondation Eugène Piot (фр.). 17 (2): 125–138. doi:10.3406/piot.1909.1336. Дата обращения: 24 мая 2020.